# NGC 6810
NGC 6810 is een spiraalvormig sterrenstelsel in het sterrenbeeld Pauw. Het hemelobject werd op 10 juli 1834 ontdekt door de Britse astronoom John Herschel.

## Synoniemen
- ESO 142-35
- IRAS 19393-5846
- PGC 63571